# Apró Piroska
Apró Anna Piroska (Budapest, 1947. március 6. –) magyar közgazdász, külkereskedelmi és államigazgatási vezető. Pályafutását az állami külkereskedelem területén kezdte, majd diplomáciai és vezető beosztásokat töltött be külkereskedelmi vállalatoknál és minisztériumoknál. A rendszerváltás után szerepet vállalt több nagy állami cég és pénzintézet irányításában is, emellett felügyelőbizottsági tagként magánvállalatokban is tevékenykedett. Édesapja Apró Antal kommunista politikus, a Kádár-korszak egyik meghatározó parlamenti vezetője. Lánya Dobrev Klára, Gyurcsány Ferenc volt miniszterelnök egykori felesége.

## Családi háttere
Édesapja Apró Antal, az Országgyűlés egykori elnöke, az MSZMP Központi Bizottságának tagja volt. Férje, a bolgár származású Dobrev Péter (Petar Dobrev) 2002-ben hunyt el. Lánya Dobrev Klára, Gyurcsány Ferenc volt miniszterelnök egykori felesége. Testvére, ifjabb Apró Antal kémelhárítóként dolgozott, és elsősorban az osztrák és német területről érkező idegen érdekek feltérképezésére szakosodott.

## Tanulmányai
Apró Piroska általános iskolai tanulmányai egy részét Moszkvában végezte nyelvtanulás céljából. 1965-ben érettségizett a budapesti Eötvös József Gimnázium német tagozatán, majd sikeres felvételit követően a Marx Károly Közgazdaságtudományi Egyetemen (mai Budapesti Corvinus Egyetem) folytatta tanulmányait, ahol 1969-ben diplomázott nemzetközi kapcsolatok szakon. 1980-ban elvégezte az MSZMP Politikai Főiskoláját.

## Pályafutása

### Rendszerváltás előtt
Diplomája megszerzése után az Irodatechnikai Gépipari Vállalatnál helyezkedett el, ahol gyakornokként, majd államközi előadóként dolgozott. 1970-től a Külkereskedelmi Minisztérium (KKM) munkatársa lett, később a szófiai kereskedelmi kirendeltségen teljesített külszolgálatot, kereskedelmi titkári beosztásban. 1970-től a Külkereskedelmi Minisztérium (KKM) munkatársa lett, később a szófiai kereskedelmi kirendeltségen teljesített külszolgálatot, kereskedelmi titkári beosztásban. 1972-ben belépett a Magyar Szocialista Munkáspártba. 1974-ben a Videoton külkereskedelmi vállalatához került, ahol 1977-ig az államközi osztály vezetőjeként, majd 1980-ig igazgatóhelyettesként dolgozott. 1980 és 1982 között ismét Bulgáriában élt, a szófiai kereskedelmi kirendeltségen helyettes tanácsosi rangban szolgált. 1982-től újra a Külkereskedelmi Minisztériumban dolgozott: előbb az államközi főosztály főosztályvezető-helyetteseként, 1985-től főosztályvezetőként, 1989 januárjától pedig külkereskedelmi miniszterhelyettesként.

### Rendszerváltás után
A rendszerváltás után az MSZP székházában, a Köztársaság téren működő pártelnöki stábhoz tartozott, ahol a gazdasági ügyek tartozhattak hozzá. 1990–1991 között a Videoton kereskedelmi vezérigazgató-helyettese. 1990-ben részt vett az S-Komplex Nemzetközi Biztonságvédelmi Kft. megalapításában. 1991 és 1992 között a Kossuth Kereskedőház Kft. ügyvezető igazgatójaként dolgozott, amely cég az MSZP pártpénzügyeihez közel álló üzleti vállalkozásként működött; tényleges irányítását Máté László pártpénztárnok látta el. 1992–1994 között a Realiza Kft. ügyvezető igazgatója volt. 1994 júliusa és novembere között címzetes államtitkári rangban vezette Horn Gyula miniszterelnök kabinetirodáját, azonban megbízatása rövid ideig tartott. Leváltását a sajtó egyes forrásai az Agrobank-üggyel hozták összefüggésbe, más értelmezések szerint azonban a háttérben Horn elégedetlensége és belső nézeteltérések álltak. 1995 és 1997 között a Magyar Hitelbank Rt. igazgatótanácsának elnöki posztját töltötte be. 1997–1998 között a Hungexpo Rt.-nél, majd 1998-ban a Magyar Export-Import Bank Rt.-nél és a Magyar Exporthitel-Biztosító Rt.-nél vállalt vezető szerepet. 2002 és 2003 között a Budapest Airport Rt. elnöke volt, emellett tagja volt a veje, Gyurcsány Ferenc által vezetett Altus Rt. felügyelőbizottságának is. 2003 májusában, amikor Gyurcsány Ferencet ifjúsági és sportminiszterré nevezték ki, Apró Piroska lemondott a Budapest Airport igazgatósági elnöki tisztségéről, valamint valamennyi állami vállalatban betöltött pozíciójáról.

## Politikai befolyása
Apró Piroska politikai és gazdasági pályafutása mögött jelentős családi háttér állt: édesapja, Apró Antal 1945 és 1989 között az Országgyűlés képviselője volt, és fontos szerepet játszott a Kádár-rendszer megszilárdításában, többek között Rajk László újratemetésén mondott beszédével, valamint Nagy Imre kivégzésének parlamenti bejelentésével. A család több tagja – testvére és unokatestvére – a rendszerváltás előtt titkosszolgálati vezetői beosztásban dolgozott. Apró Piroska külkereskedelmi diplomataként, valamint a Videotonnál és a Külkereskedelmi Minisztériumban betöltött vezető pozícióiban tevékenykedett. Egyes értelmezések szerint tevékenysége kapcsolatban állhatott a titkosszolgálatokkal, különösen a nyugati technológiák kommunista országokba juttatásával, a COCOM-listás termékek kereskedelmének időszakában. Sajtóértesülések szerint jelentős orosz (korábban szovjet titkosszolgálati) kapcsolatokkal is rendelkezett; ennek kapcsán említik, hogy 2006-ban Vlagyimir Putyin orosz elnök személyesen látogatta meg Gyurcsány Ferencet annak otthonában, ahol Apró Piroska is lakott. A rendszerváltást követően is jelentős befolyással bírt a baloldali politikai elit körében. Az MSZP vagyonkezelésében részt vevő Máté László mellett, valamint Horn Gyula pártelnök irodájában is dolgozott. 1994-ben, az MSZP választási győzelme után Horn Gyula kabinetfőnökeként tevékenykedett címzetes államtitkári rangban, bár csak rövid ideig, mivel a miniszterelnök túlságosan önállónak ítélte működését. Medgyessy Péterrel – aki szintén szocialista miniszterelnök lett – még az egyetemről ismerték egymást; egyes visszaemlékezések szerint romantikus kapcsolat is kialakulhatott köztük. Medgyessyt Gyurcsány Ferenc követte a miniszterelnöki poszton, aki Apró Piroska veje volt.

### Üzleti kötődései Gyurcsány Ferenc gazdasági tevékenységeihez
Apró Piroska Gyurcsány Ferenc politikai és gazdasági pályafutásának korai szakaszában fontos támogatóként volt jelen. 1995-ben, amikor Dobrev Klára és Gyurcsány Ferenc már egy éve élettársi kapcsolatban éltek, sor került a MOTIM (Mosonmagyaróvári Timföld- és Műkorundgyár Rt.) nevű állami nagyvállalat privatizációjára. A céget Gyurcsány Ferenc vásárolta meg, és az hosszú ideig egyik legjövedelmezőbb érdekeltsége maradt. A vásárláshoz szükséges, 700 millió forintos hitelt az állami tulajdonban lévő Magyar Hitelbank folyósította, amelynek igazgatótanácsi elnöki posztját ebben az időszakban Apró Piroska töltötte be, így közvetlen szerepet játszott a hitelbírálatban és a feltételek meghatározásában is. A MOTIM megvásárlását követően Gyurcsány Ferenc cége, az Altus Rt. – amelynek felügyelőbizottságában Apró Piroska is helyet kapott – megszerezte a Perfekt Rt.-t is. A társaságot az akkori pénzügyminisztériumtól vásárolták meg, Medgyessy Péter vezetése idején. A Perfekt fő megrendelői állami intézmények és önkormányzatok voltak, így az ügylet nemcsak gazdasági, hanem kapcsolati és politikai szempontból is jelentősnek számított. Dolgozott a Magyar Villamos Művek tanácsadójaként is abban az időszakban, amikor az állami vállalat a Gyurcsány Ferenc által vezetett Altus Rt.-vel közös vállalat, a Fortus Rt. létrehozását kezdeményezte. Bár az Állami Számvevőszék később vizsgálatot indított az ügyben, a projekt végül nem valósult meg.

### Olajügyek és a Fortus Rt.
A rendszerváltást követően Apró Piroska különböző gazdasági szerepkörökben is megjelent, köztük állami vállalatok tanácsadójaként. A sajtóban megjelent beszámolók szerint a Magyar Villamos Művek Zrt. (MVM Zrt.) tanácsadójaként dolgozott akkor, amikor az MVM és Gyurcsány Ferenc cége, az Altus Rt. közösen megalapították a Fortus Rt. nevű vállalkozást, amely olajtartályok üzemeltetésére jött létre. A tervezett konstrukció lehetővé tette volna, hogy az Altus jelentős nyereséghez jusson az állami vagyon apportálásával, ám az ügylet végül az Állami Számvevőszék feltárása után nem valósult meg. A Fortus Rt. ugyanakkor további figyelmet kapott a sajtóban, mivel több beszámoló szerint kapcsolatba hozható volt az úgynevezett olajügyekkel.
A Fortus korabeli dokumentumok szerint a titkosszolgálati háttérrel létrehozott Energol Rt. egyik beszállítója volt. A Fortus képviselői később azt nyilatkozták, hogy tudtukon kívül, papíron, hamis számlákon keresztül kerülhettek kapcsolatba az ügylettel. A Magyar Nemzet arról is beszámolt, hogy a Fortus üzleti kapcsolatban állt az MSZP-s hátterű ETL Rt.-vel, amely szintén az Energol egyik beszállítójaként szerepelt. Az olajügyek hátterében az a jogi környezet állt, amely a Horn-kormány idején lehetővé tette a háztartási tüzelőolaj (HTO) illegális átalakítását és forgalmazását, valamint a halasztott vámfizetés kihasználását. Különösen 1994 és 1996 között volt kihasználható a szabályozásban rejlő kiskapu, amely lehetőséget adott az olajszőkítési technikák – például a HTO gázolajjá történő átminősítésének vagy hamis számlázási láncolatok alkalmazásának – elterjedésére. Ebben az időszakban vált gyakorlattá, hogy több, később vizsgált vállalat, köztük az Energol is, nagyszámú gyanús ügyleten keresztül jutott jelentős nyereséghez.
Ezzel az időszakkal esik egybe Apró Piroska tanácsadói jelenléte az MVM-nél, valamint az a korszak, amikor a Fortus Rt.-t létrehozták, így egyes értelmezések szerint a környezet, amelyben működött, szoros átfedésben volt az olajszőkítési ügyek csúcspontjával. Az Energol-ügyet az ezredfordulón az évszázad olajperének nevezték, de a 2007-es jogerős ítélet után gyakorlatilag senkit nem ítéltek el, az ügyészség visszalépett a vádtól. Bár Apró Piroska neve nem merült fel közvetlenül az olajügyekben, tanácsadói jelenléte egy olyan állami vállalatnál, amelynek egyik projektje közvetve titkosszolgálati érintettségű olajvállalatokkal is kapcsolatba került, több újságírói értelmezés szerint az Apró-család gazdasági és politikai befolyásának rendszerszintű összefonódására utal.

### Hozzájárulása Dobrev Klára és Gyurcsány Ferenc politikai felemelkedéséhez
Apró Piroska a 2000-es évek elején jelentős informális befolyást gyakorolt a baloldali politikai körökre, különösen a Medgyessy- és a Gyurcsány-kormány idején. Sajtóértesülések szerint kulcsszerepe volt abban, hogy Dobrev Klára és Gyurcsány Ferenc bekerültek Medgyessy Péter miniszterelnök kampánytanácsadó testületébe, amely politikai karrierjük elindulásának fontos állomása volt. A választási kampány során Dobrev Klára Medgyessy kabinetfőnökeként dolgozott, a kormányalakítást követően pedig a Miniszterelnöki Hivatal Nemzeti Fejlesztési Terv és EU Támogatások Hivatalának elnökhelyettese lett. Ez a hivatal kezelte az uniós támogatások elosztását Magyarországon. Gyurcsány Ferenc szintén Medgyessy tanácsadójaként kezdte politikai pályáját, majd 2003-ban sportminiszter, 2004-ben pedig miniszterelnök lett. Gyurcsány Ferenc kormányfővé választása után Apró Piroska formálisan visszavonult az állami pozíciókból: lemondott minden állami vállalatnál betöltött tisztségéről és hivatalosan nyugdíjba vonult. Ugyanakkor megőrizte irodáját az Altus Rt.-nél, ahol lánya, Dobrev Klára is dolgozott. Egyes sajtóbeszámolók szerint a Gyurcsány-kormányok több vezetője informálisan is kikérte Apró Piroska és Dobrev Klára véleményét bizonyos kérdésekben.

### Feltételezett szerepe Gyurcsány Ferenc politikai visszavonulásában
2024 májusában Dobrev Klára közösségi médiás bejegyzésben jelentette be, hogy Gyurcsány Ferenc visszavonul a közélettől, valamint egyidejűleg házasságuk felbontását is nyilvánosságra hozta. A bejelentés időzítése és módja számos találgatásra adott okot, különösen annak fényében, hogy a volt miniszterelnök maga nem szólalt meg az ügyben, és azóta sem tett nyilvános nyilatkozatot visszavonulásáról. Több sajtóértesülés szerint nem csupán politikai, hanem magánéleti tényezők is szerepet játszhattak a döntésben. Egyes háttérinformációk alapján a folyamatban meghatározó lehetett a Dobrev–Apró család akarata is. Egy névtelen forrás szerint „a hölgyek döntöttek” – ezzel utalva Dobrev Klárára és édesanyjára, Apró Piroskára. E feltételezések szerint az Apró–Dobrev család, amely korábban Gyurcsány politikai pályájának elindításában is kulcsszerepet játszott, befolyással lehetett annak lezárására is. A Demokratikus Koalíció hivatalos álláspontja ezzel szemben az, hogy Gyurcsány saját elhatározásából döntött a visszavonulás mellett, politikai megfontolások alapján, az úgynevezett „gyurcsányozás” mint támadási felület megszüntetése céljából. A párt vezetése tagadta, hogy a magánéleti események hatással lettek volna a döntésre. Egy harmadik, informálisan terjedő értelmezés szerint a párton belüli nyomás, különösen a DK alsóbb szintjein dolgozó politikusok és polgármesterek részéről, szintén hozzájárulhatott a lépéshez, mivel a Tisza Párt erősödését látva sokan Gyurcsány személyét tartották politikai tehernek. E verziót a pártvezetés következetesen cáfolta.

## Titkosszolgálati kapcsolatai
Apró Piroska diplomáciai és külkereskedelmi pályafutása a Kádár-rendszer alatt indult, amely időszakban a gazdasági képviseletek, különösen külföldön, gyakran hírszerzési vagy elhárítási feladatokkal is összefonódtak. Az 1970-es évek elején Bulgáriában dolgozott, a magyar kereskedelmi kirendeltség titkáraként. Több korabeli, a rendszerváltás utáni sajtóbeszámoló is megemlítette, hogy ő és akkori férje, Petar Dobrev, munkakörük jellege miatt feltételezhetően kapcsolatban álltak a kommunista titkosszolgálatokkal. Pályafutása során olyan posztokat töltött be, amelyek különösen érzékeny gazdasági és állambiztonsági területekhez kötődtek: dolgozott a Külkereskedelmi Minisztériumban, ahol 1982-ben főosztályvezető-helyettes, majd 1985-ben főosztályvezető lett, később pedig kereskedelmi miniszterhelyettesként tevékenykedett. A rendszerváltás után is több, állami vagy államközeli vállalat vezető tisztségeit látta el, miközben a korabeli pártvagyon kezelésében és magánosításában is szerepet vállalt. Egyes értelmezések szerint karrierjének jellege, valamint az érintett pozíciók bizalmi jellege arra utal, hogy Apró Piroska szoros kapcsolatban állhatott a keleti titkosszolgálatokkal, különösen pályafutásának kezdeti szakaszában. Bár erre vonatkozóan nyilvános, elsődleges bizonyítékok nem állnak rendelkezésre, a sajtó több helyütt is hírszerzési háttérként értelmezte a korabeli gazdasági-diplomáciai szerepét.

### Családi kapcsolatok a titkosszolgálatokkal
Apró Piroska testvére, ifjabb Apró Antal a rendszerváltás előtt az elhárítás kötelékében szolgált, ezredesi rangban. Működési területe elsősorban Győr-Sopron megyére terjedt ki, ahol külföldi – elsősorban osztrák és nyugatnémet – érdekek ellen irányuló kémelhárítással foglalkozott. A szolgálattól 1990-ben távozott, miután Boross Péter akkori belügyminiszter – a III/II-es állomány magasabb beosztású tisztjeivel szemben képviselt álláspontja alapján – nem tartotta kívánatosnak, hogy a szolgálatnál maradjon. A nyilvánosság előtt is ismertté vált, hogy Boross példaként említette Aprót, amikor az állambiztonsági vezetők leváltásának szükségességéről beszélt. A leszerelést követően több korábbi titkosszolgálati hátterű személlyel együtt részt vett az S-Komplex Nemzetközi Biztonságvédelmi Rt. megalapításában. A biztonságtechnikai profilú vállalat 1990-ben jött létre, és működése a rendszerváltás utáni időszak azon tendenciáját képviselte, amikor az állambiztonsági tapasztalattal rendelkező szereplők az üzleti szférában kamatoztatták korábbi kapcsolataikat. Az S-Komplex alapítói között szerepelt testvére, Apró Piroska is, valamint unokatestvérük, Vajda József, aki a katonai elhárításnál szolgált, majd a Horn-kormány idején a Nemzetbiztonsági Hivatal főigazgató-helyettese lett. A cég elnök-vezérigazgatója Nagy Lajos volt, aki a rendszerváltás előtt a Belügyminisztérium állambiztonsági részlegének egyik vezetője volt, és később az NBH első főigazgatója lett.

### Külkereskedelmi szerep a pártállami időszakban
Apró Piroska pályafutásának meghatározó szakaszát a külkereskedelmi és technológiai szektorban töltötte, ahol a pártállami időszakban az állami monopóliumot képező külkereskedelemben látott el vezető szerepet. 1989 tavaszáig a Külkereskedelmi Minisztérium főosztályvezetőjeként, majd miniszterhelyetteseként dolgozott. Korábban – az 1970-es évek végétől – a Videoton vállalatnál is betöltött vezető pozíciót, ahol a számítástechnikai fejlesztések és beszerzések koordinációjában vett részt, majd a rendszerváltás idején visszatért a céghez, ekkor már vezérigazgató-helyettesként. Feladatkörébe tartozott annak eldöntése, hogy mely magyar intézmények juthatnak számítógépekhez – ez a korszakban stratégiai fontosságú, jellemzően nyugati eredetű és erősen korlátozottan hozzáférhető technológiának számított. A sajtóbeszámolók szerint „ilyen munkát akkoriban nem bíztak civilekre”, ami arra utal, hogy tevékenysége bizalmi, államvédelmi szempontból érzékeny környezetben zajlott. A tevékenység szorosan összefüggött a korabeli nyugati exportkorlátozási rendszerrel, az úgynevezett COCOM-listával, amely tiltottá tette a fejlett technológiák – köztük számítógépek, mikrochipek és más elektronikai eszközök – szállítását a kommunista országokba.